# Titularbistum Legis Volumni
Legis Volumni (ital.: Legis di Volumnio) ist ein Titularbistum der römisch-katholischen Kirche.
Die in Nordafrika gelegene Stadt war ein alter römischer Bischofssitz, der im 7. Jahrhundert mit der islamischen Expansion unterging. Er lag in der römischen Provinz Numidien.
| Titularbischöfe von Lamsorti |                               |                                                  |                  |             |
| Nr.                          | Name                          | Amt                                              | von              | bis         |
| 1                            | Francis Paul McHugh SFM       | Prälat von Itacoatiara (Brasilien)               | 4. August 1967   | 6. Mai 2003 |
| 2                            | Juan Tomás Oliver Climent OFM | Koadjutor/Apostolischer Vikar von Requena (Peru) | 27. Februar 2004 |             |